# Snärp
Snärp är en utväxt från bladet hos gräs och andra stråväxter. Snärpet sitter där bladskivan går ut från strået, ovanför bladslidan, och kan fortsätta upp runt strået. Den vanligaste sortens snärp är hinnlikt, men det kan också vara omvandlat till hår eller borst. Är snärpet hopväxt runt stjälken kallas det snärpslida, vilket finns i växtfamiljen nateväxter (Potamogetonaceae).

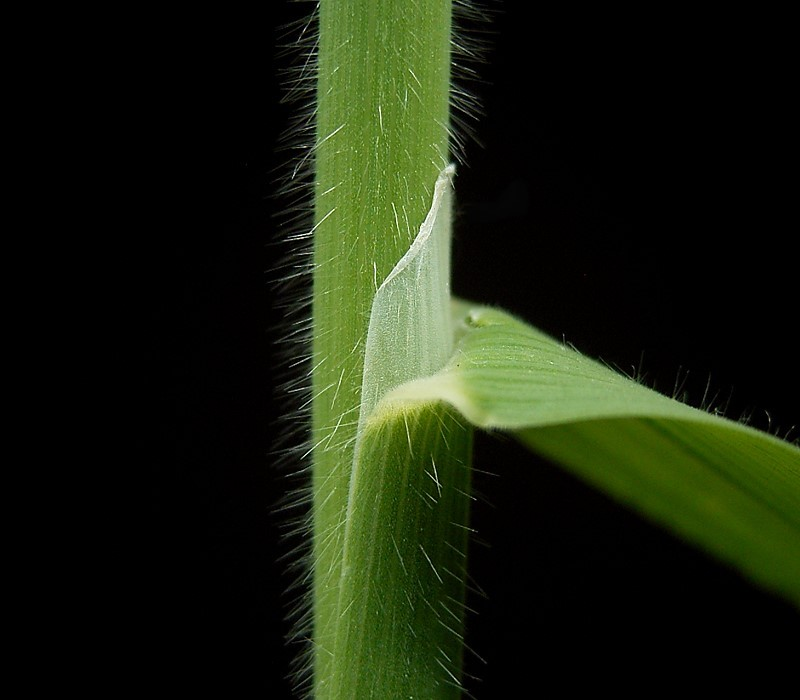
Ljust hinnlikt snärp.
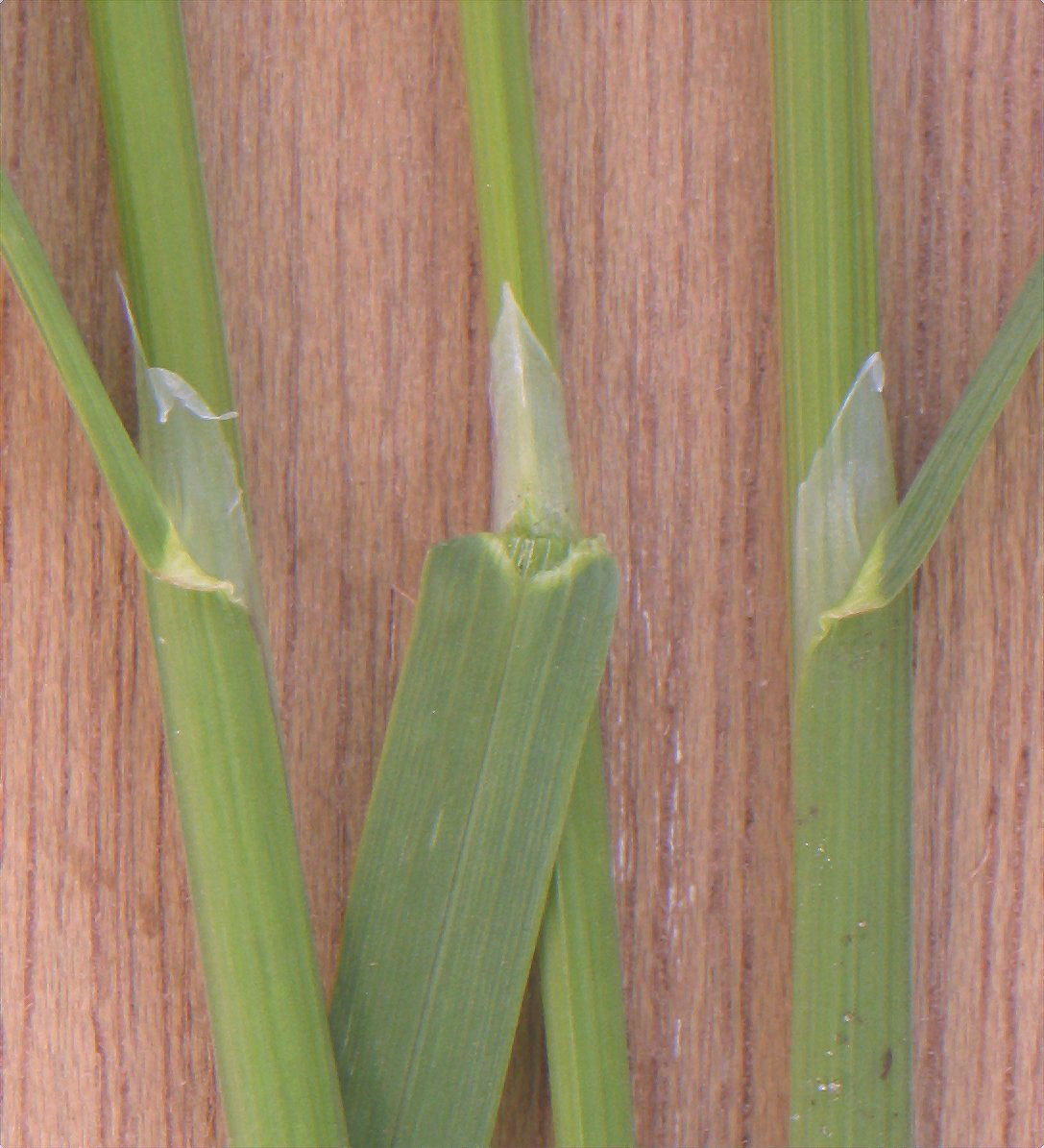
Ljusa hinnlika snärp hos kärrgröe (Poa trivialis).
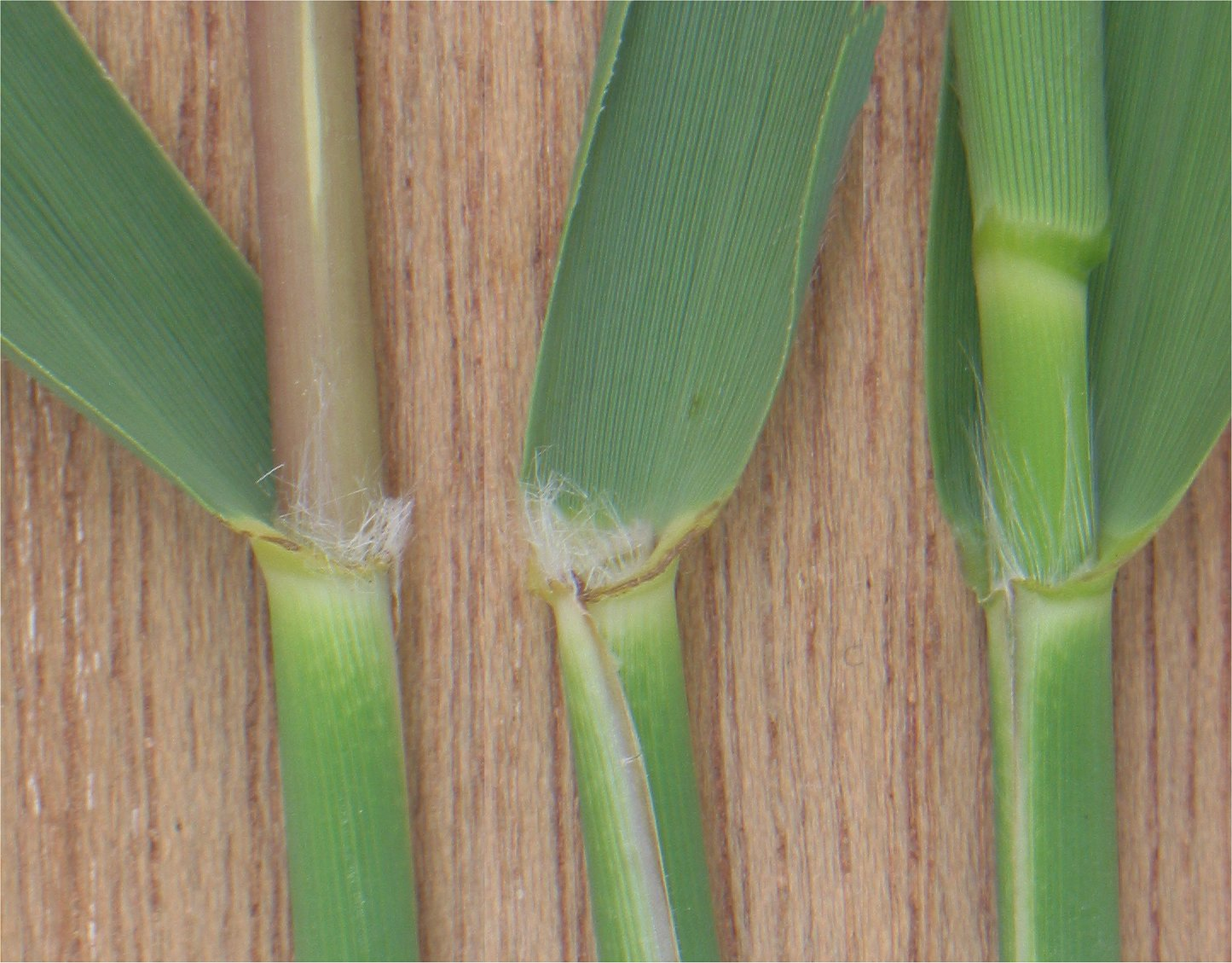
Snärp omvandlat till hår hos bladvass (Phragmites australis).